# Маунт-Кения
Маунт-Кения — национальный парк, который был основан в 1949 году для защиты территории вокруг горы Кения. Расположен на территории, относящейся к Восточной и Центральной провинциям Кении.
Площадь парка составляет 715 км², большая её часть расположена на высоте более 3000 м. Площадь лесного резервата — 705 км², таким образом общая площадь охраняемой территории — 1420 км².
До присвоения статуса национального парка он являлся лесным резерватом. В настоящий момент национальный парк находится на территории лесного резервата, который окружает парк со всех сторон. В апреле 1978 года территории присвоили статус биосферного резервата ЮНЕСКО. В 1997 году национальный парк и лесной резерват были включены в список Всемирного наследия ЮНЕСКО.
Правительство Кении создало национальный парк по четырём основным причинам: важности туризма на гору Кения для местной и национальной экономики, защиты живописной территории, сохранения биологического разнообразия внутри парка, для сохранения источников воды для близлежащих районов.
Небольшая часть границ парка оборудована электрическими заборами для того, чтобы оградить сельскохозяйственные земли от обитающих в парке слонов.